# Luftangriffe auf Jena
In Luftangriffen auf Jena im Zweiten Weltkrieg warfen besonders die 8th Air Force, zuletzt auch die 9th Air Force der US Army Air Forces, 1.021 Tonnen Bombenlast über der Stadt Jena ab, das britische Bomber Command war mit 5 Tonnen beteiligt. Der zeitliche Schwerpunkt der amerikanischen Tages-Angriffe lag im Februar und März 1945. Der 19. März mit einem Großangriff gilt als der „schwärzeste Tag in der Jenaer Geschichte“. Die Bombardements verursachten schwere Schäden und Totalverluste, besonders in der Innenstadt. Das über Jahrhunderte gewachsene Jenaer Erscheinungsbild hat sich dadurch von Grund auf geändert. Mehr als 4.000 Wohnungen in 1.187 Häusern und 140 Geschäfte wurden völlig zerstört. Die Zeiss-Werke waren mit 25 % Verlusten, die Universität mit 40 % Verlusten und zahlreiche historische Kulturbauten ebenfalls schwer getroffen. Jena gilt – nach Nordhausen – als die am zweitstärksten zerstörte Stadt in Thüringen. 709 (805) Jenaer Einwohner – wahrscheinlich mehr – verloren ihr Leben, über 2.000 wurden teils schwer verletzt.

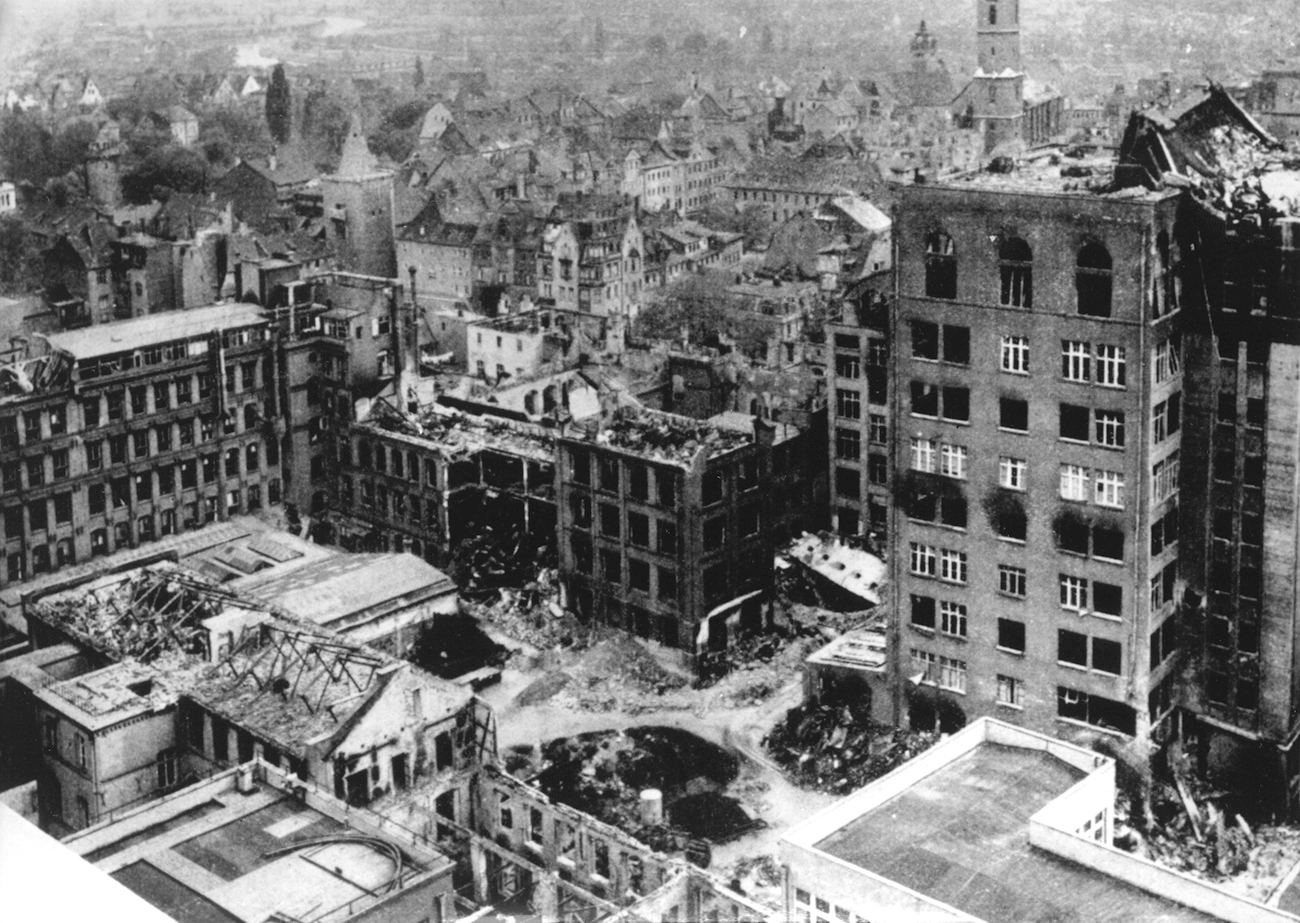
Zerstörtes Zeiss-Werk in Jena 1945

## Jena vor und im Zweiten Weltkrieg

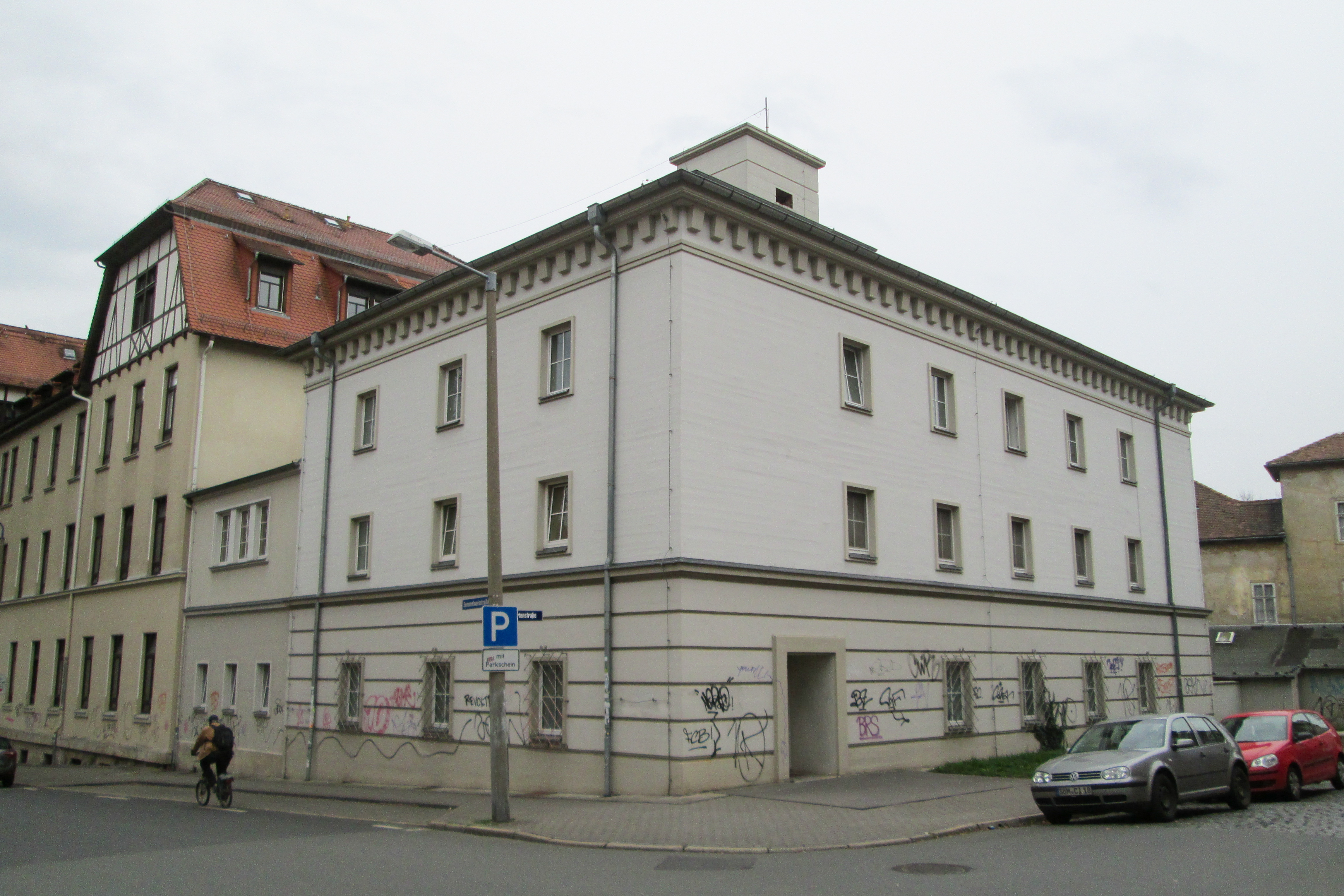
Früherer Bunker der Frauenklinik Bachstraße (2014)

Jena war eine bedeutende Universitätsstadt, Wissenschaftszentrum und mit seinen Zeiss-Werken und der Schott AG ein wichtiger Industrie-Standort, auch in der Rüstungsproduktion. Es hatte eine organisch gewachsene, anziehende historische Altstadt. In der zweiten Hälfte der 1930er Jahre wurde Jena Garnisonsstadt. Ein Fliegerhorst befand sich in Rödigen. 1937 erhielt Jena eine schwere Flak-Stammbatterie, die jedoch 1942/43 nach Italien abgezogen und durch „Heimat-Flak“ ersetzt wurde. Eine Flakbatterie befand sich z. B. auf dem Berg Jenzig, im hinteren Plateau-Bereich. Jena, gelegen im Luftgau IV, wurde 1940 als einzige Stadt in Thüringen „Luftschutzort 1. Ordnung“ und damit beschleunigt in ein Luftschutzbunker-Bauprogramm einbezogen. Bis 1944 erhielt die Stadt neun „volltreffer- und gassichere“ Hochbunker. Von diesen sind (2015) vier in anderer Nutzung erhalten, darunter der frühere Operationsbunker und der Entbindungsbunker im Klinikum Bachstraße. In der Luftverteidigung wurden auch Fesselballons (zum Beispiel auf dem Bergsporn, der „Nase“ des Jenzig, Fundament heute für den „Jenzig-Stern“ verwendet) und Künstlicher Nebel eingesetzt.
Am 1. Januar 1945 zählte Jena 79.276 Einwohner, einschließlich vieler Flüchtlinge und ausländischer Arbeiter.

## Angriffsplanungen auf Jena
Jena war im Zweiten Weltkrieg bereits früh für Luftangriffe im Rahmen der Area bombing directive vorgesehen. In der Liste von Fisch-Decknamen des britischen Bomber Command für zu Bombardierungen vorgesehene deutsche Städte war es als „Starfish“ (Seestern) verzeichnet. In einer Zielliste des britischen Kriegskabinetts von Winston Churchill von April 1942 mit 25 Städten war auch Jena vorgesehen. Im Sommer 1942 gab es eine Planung von Luftmarschall Arthur Harris mit Tausend-Bomber-Angriffen, in der Jena als ein Zielkomplex zusammen mit Eisenach, Gotha, Erfurt und Weimar verzeichnet war. Charles Portal, der Oberbefehlshaber der Royal Air Force, sah im November 1942 Jena zusammen mit 57 anderen deutschen Städten für ein „Einäscherungsbombardement“ vor. Im Januar 1945 machte Harris den Vorschlag, auch mittlere und kleine deutsche Städte anzugreifen, die „noch über größere, unzerstörte Stadtflächen verfügten“. Darunter befand sich auch Jena. In einem Befehl der britischen und amerikanischen Stabschefs vom 8. Februar 1945 an die 8. U.S. Air Force wurde Jena als „industrielles Ausweichziel“ eingestuft. In den letzten nachweisbaren Ziellisten des Bomber Command und der US Air Force 1945 galt Jena neben anderen Städten weiter als ein Schwerpunkt.

## Die Angriffe

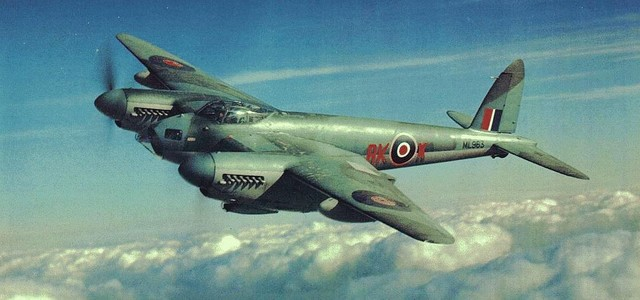
Britischer Schnellbomber Mosquito (1944)

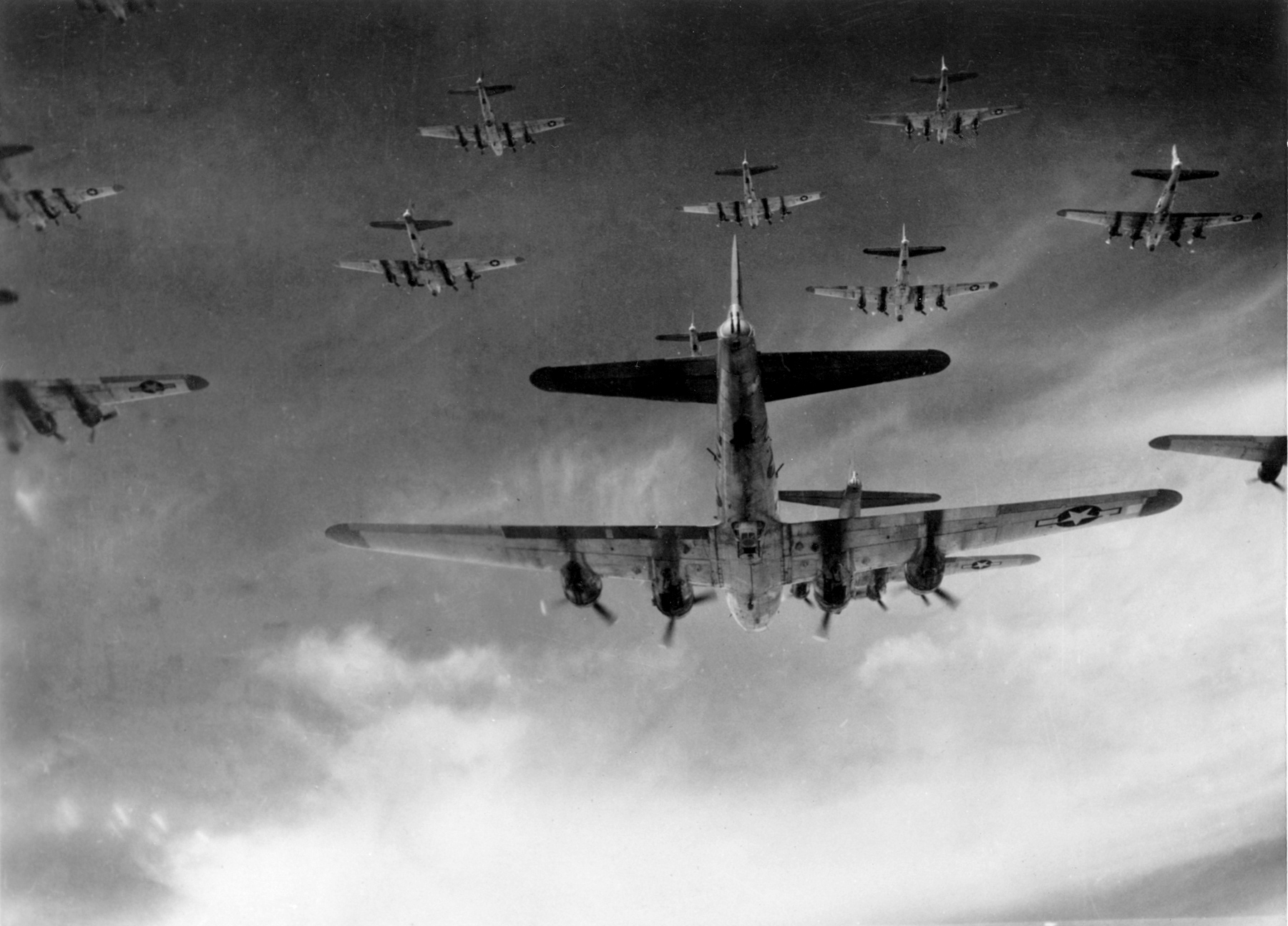
Amerikanische B-17 „Flying Fortress“ im Anflug (1945)

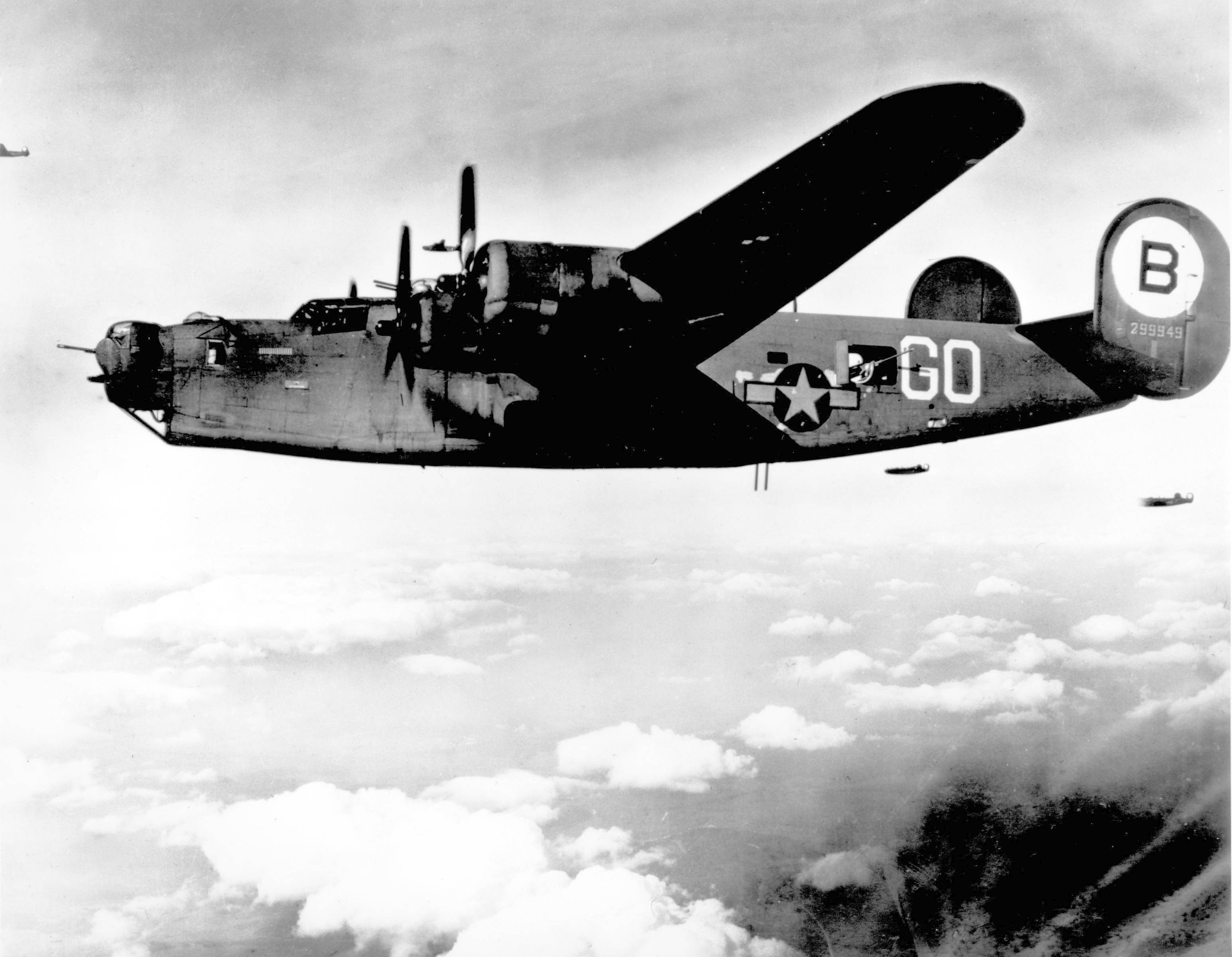
Amerikanischer B-24 Bomber „Liberator“

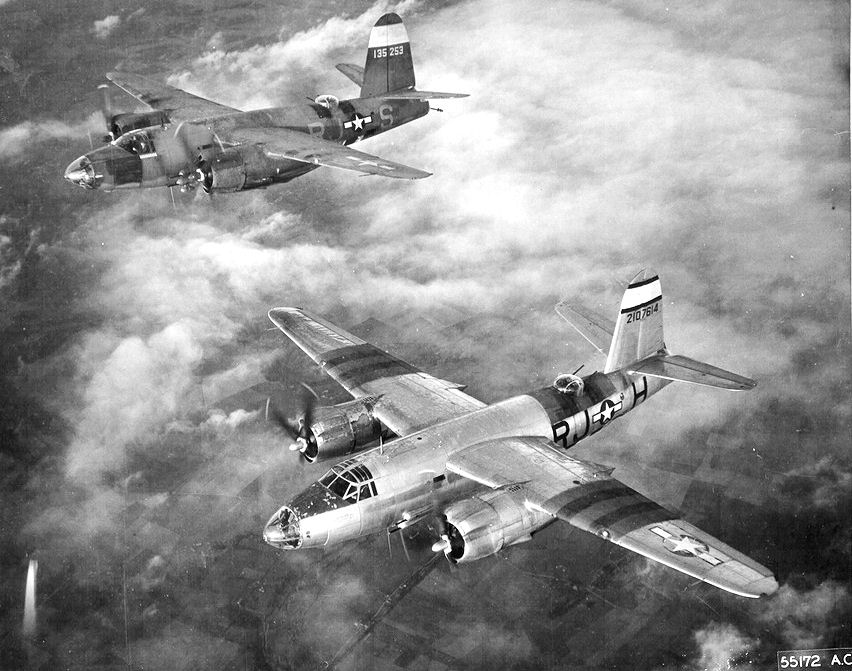
Amerikanische B-26 „Marauder“ im Einsatz (1944)

Die Luftangriffe konzentrierten sich auf die letzten Kriegsmonate
- Am 16./17. August 1940 fielen vier britische Bomben der RAF auf das Gelände des Saalbahnhofs. Die Schäden wurden als gering bezeichnet. Die Luftabwehr war stark. Ein Bomber wurde getroffen und stürzte nahe der niederländischen Grenze ab.[7]
- Am 27. Mai 1943 griffen um 21:00 Uhr nach Durchbrechen von Flakfeuer und Ballonsperren 14 britische Schnellbomber des Typs Mosquito die Zeiss-Werke mit 24 großkalibrigen Bomben, die Hälfte mit Langzeitzündern, im Tiefflug an. Sie richteten beträchtlichen Schaden im Haupt- und Südwerk durch die Sprengwirkung und erhebliche Brände an. Es gab 12 Tote und 56 Verwundete.[7] Drei Mosquitos wurden abgeschossen.[8]
- Am 7. Oktober 1944 stürzte, nach einem Flaktreffer, bei der Artilleriekaserne Jena-Löbstedt eine US-amerikanische Boeing B-17 Flying Fortress ab. Sie war auf dem Rückflug von einem Angriff auf das Hydrierwerk Böhlen und entsprechend ohne Bombenladung. Neun der zehn Besatzungsmitglieder konnten sich durch Fallschirmabsprung retten und gingen in Kriegsgefangenschaft.[9]

Bis zum Februar 1945 gab es keine stärkeren Luftangriffe, trotz der großen Bedeutung von Jena für die deutsche Militär-Optik und -Feinmechanik.
Am 9. Februar 1945 griffen elf schwere viermotorige Bomber des Typs B-17 Flying Fortress („Fliegende Festung“) der 8th Air Force um 12.16 Uhr die Jenaer Innenstadt und das Nordviertel mit 27,5 Tonnen Bomben an. Neben zahlreichen Wohnhäusern wurden die Universitätsbibliothek, die Kollegienkirche, das Griesbachsche Haus, die Nordschule, das Botanische Institut und das Haus Unterm Markt 1 schwer getroffen. Es gab 98 Tote, 53 Schwer- und 204 Leichtverletzte, sowie 34 Vermisste.
Am 23. Februar 1945 wurden ab 11:41 Uhr von 25 B-24 Liberator-Bombern 59,5 Tonnen Bomben, was zirka 150 Sprengbomben entsprach, vorwiegend auf das Nordviertel, das Gebiet um den Nordfriedhof bis nach Löbstedt abgeworfen.
Am 10./11. März 1945 fielen am Abend durch drei britische Flugzeuge zwölf Bomben auf Stadtmitte und Südstadt, Lichtenhain, Beutenberg und Kahlaische Straße.
Am 15/16. März 1945 verursachte ein neuerlicher Angriff der RAF keinen wesentlichen Schaden.
Am 17. März 1945 wurde Jena in der Mittagszeit von 13:01 bis 13:25 Uhr als „Sekundärziel“ von 71 B-17-Bombern der 1st Air Division mit 220 Tonnen Bomben angeflogen. Es handelte sich um 210,7 Tonnen GP-(General Purpose-)Bomben, kombinierte Spreng- und Splitterbomben, die sowohl gegen Gebäude als auch Menschen gerichtet waren. Dazu kamen 9,4 Tonnen Brandbomben. Die Flak-Abwehr war spärlich, deutsche Jagdflugzeuge waren nicht im Einsatz. Ausgewiesenes Ziel des Angriffs waren die Zeiss-Werke. Zirka 400 Sprengbomben trafen den Saalbahnhof, Jena-Ost, Steinweg, Anger, Frauengasse, Luthergasse und den Platz vor dem Kupferhütchen, das Zeiss-Werk (6–10 Bombentreffer) und das Schott-Werk. 54 Häuser wurden zerstört und 82 schwer beschädigt. Es gab 138 Tote (darunter zahlreiche Häftlinge und Zwangsarbeiter), 210 Schwer- und 148 Leichtverletzte sowie 12 Vermisste. Ein Bomber wurde durch Flak schwer beschädigt und konnte noch im sowjetisch besetzten Gebiet landen.
Am 19. März 1945, dem „Schwärzesten Tag in der Jenaer Geschichte“, griffen in einem Großangriff 197 amerikanische B-17 „Flying Fortress“ der 3rd Air Division der 8th Air Force von 13:17 bis 13:32 Uhr mit 563 Tonnen Bomben (zirka 800 Brand-, Phosphor- und Sprengbomben) besonders die Innenstadt an. Angegebenes Ziel war die optische Industrie. Das Zeiss-Werk erhielt 6–10 Treffer, das Schott-Werk 6 Treffer. Im Stadtgebiet erfolgten über 1.000 Explosionen. Neben Sprengbomben kamen Brand- und Flüssigkeits-Brandbomben zum Einsatz. Die Ortsteile Winzerla, Wöllnitz, Lobeda und das Kernberg-Viertel wurden getroffen. Ein großes Areal des Stadtzentrums, in dem sich ein verheerender Flächenbrand entwickelte, wurde total vernichtet. Im gesamten Altstadtbereich gab es fast kein Gebäude, das nicht in Mitleidenschaft gezogen war. Es kam zu 1347 Gebäudeschäden, davon 224 Totalschäden, 261 schwere und 199 mittelschwere sowie 663 leichtere Schäden. Zerstörerisch wirkte sich der Angriff auch aus auf:
- das Stadtmuseum (Weigelstraße),
- seine Zweigstelle Siedelhof,
- die Stadtbank,
- das Physiologische Institut,
- das Institut für Mineraloptik,
- das Postamt,
- das Gasthaus Burgkeller,
- die Neuenhansche Druckerei,
- das Chemische Labor der Firma Zeiss und
- das Universitätshauptgebäude.

Die Stadtkirche brannte aus. Es gab über 140 Tote, 123 Schwer- und hunderte Leichtverwundete, sowie 12.000 Obdachlose. Die Zahl der Toten wurde durch den Stadthistoriker Rüdiger Stutz im März 2015 „nach neuesten Erkenntnissen“ auf 236 nach oben korrigiert. Zwei Bomber wurden als Verlust gemeldet, 46 als beschädigt. Ab 19. März – bis zu den Bombardements auf Nordhausen Anfang April 1945 – war Jena die am meisten zerstörte Stadt Thüringens.
Am 9. April 1945, vier Tage vor dem Einmarsch der US-Bodentruppen, wurden von 16.14 Uhr bis 16.53 Uhr der Saalbahnhof und benachbarte Gebäude angegriffen. Jena war dabei Primärziel von 86 mittelschweren Mittelstreckenbombern vom Typ B-26 „Marauder“ („Plünderer“) der 9th Bombardment Division der 9th Air Force mit Abwurf von 151 Tonnen Sprengbomben. Der Saalbahnhof, das Bahngelände und das vorhandene rollende Material sowie 105 umliegende Gebäude wurden weitgehend zerstört. Es gab 108 Tote. Daneben wurden durch 6 Flugzeuge mit 11 Tonnen Splitterbomben Flak-Stellungen angegriffen. Die Zahl der insgesamt beteiligten Bomber wird auch mit 110 angegeben.
Beim Beschuss von Jena durch US-Artillerie am 11. April 1945 starben noch einmal 40 Menschen.
Am 13. April erfolgte die kampflose Besetzung der Stadt durch eine Division der 3. US-Armee.

## Menschen- und materielle Verluste
709 Einwohner von Jena kamen bei den Luftangriffen ums Leben, über 2.000 wurden zum Teil schwer verletzt (die Zahlen beziehen sich auf das Stadtgebiet 1945, ohne die später eingemeindeten Ortsteile). Da der Stadthistoriker im Jahre 2015 die Zahl der Toten vom 19. März 1945 von 140 auf 236 nach oben korrigiert hat, muss wohl auch die Zahl der Gesamtopfer geändert werden: auf 805. Der Anteil der in Jena sehr zahlreichen ausländischen Zivilarbeiter (von 1940 bis 1945 waren über 13.000 in Jena beschäftigt) ist nicht exakt nachgewiesen. In einer Studie heißt es: „Sehr viele verstarben wahrscheinlich bei Bombenangriffen“, „Die meisten Todesfälle wurden im Frühjahr 1945 (Bombardierung Jenas) notiert“ und „Vermutlich war die Dunkelziffer von nicht Registrierten und Vermißten, vor allem nach Bombenangriffen, viel höher“.
Über 4.000 Wohnungen in 1.187 Häusern waren total zerstört, ebenso 140 Geschäfte. 4.743 Wohnungen waren schwer beschädigt. Das Zeiss-Werk verlor 25 % seiner Gebäudesubstanz. Die Universitäts-Kliniken in der Bachstraße wurden teilzerstört, sechs Universitäts-Institute vernichtet.

## Kulturelle Verluste

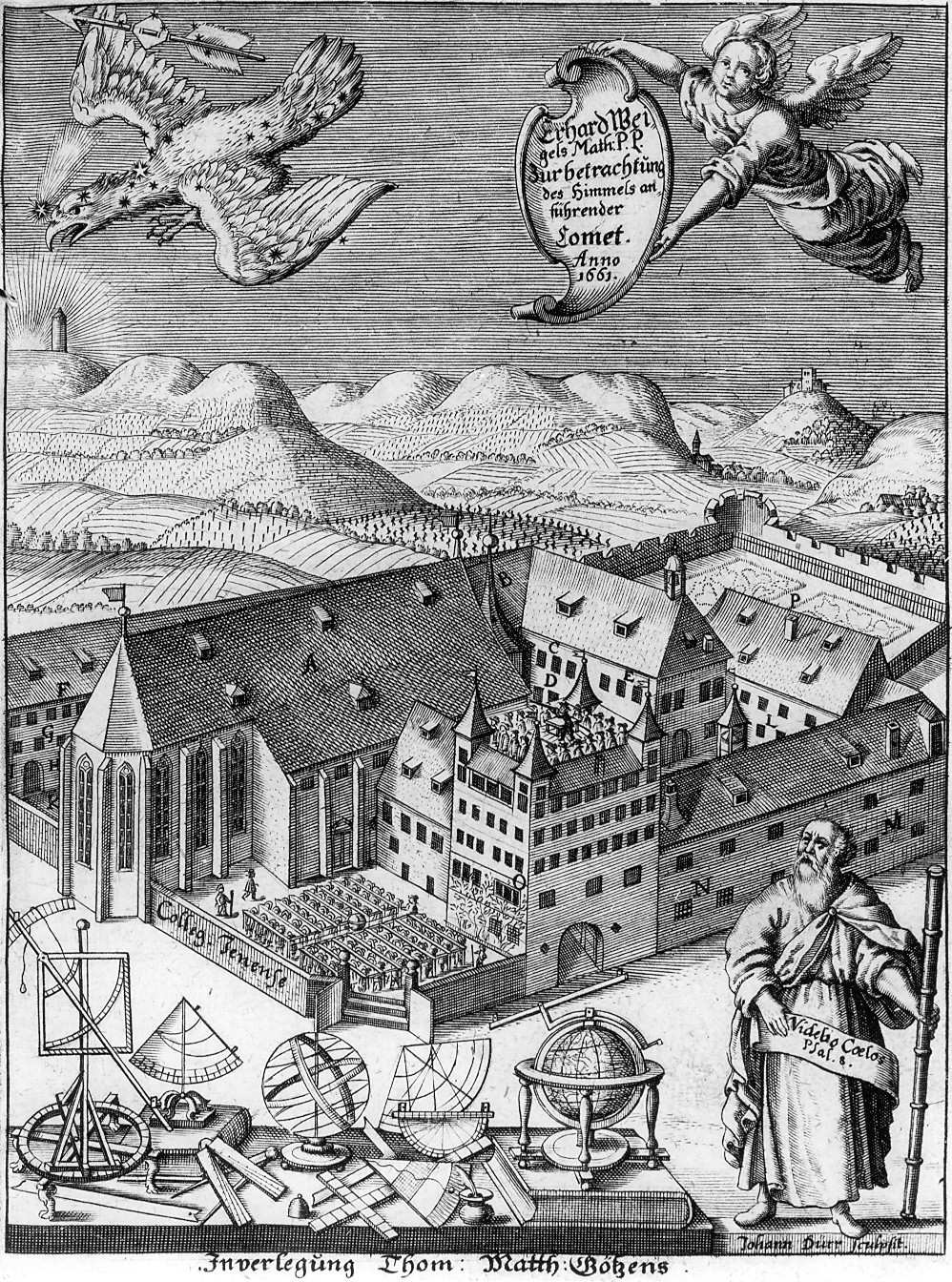
Kollegienkirche 1661, 1945 zerstört, abgetragen

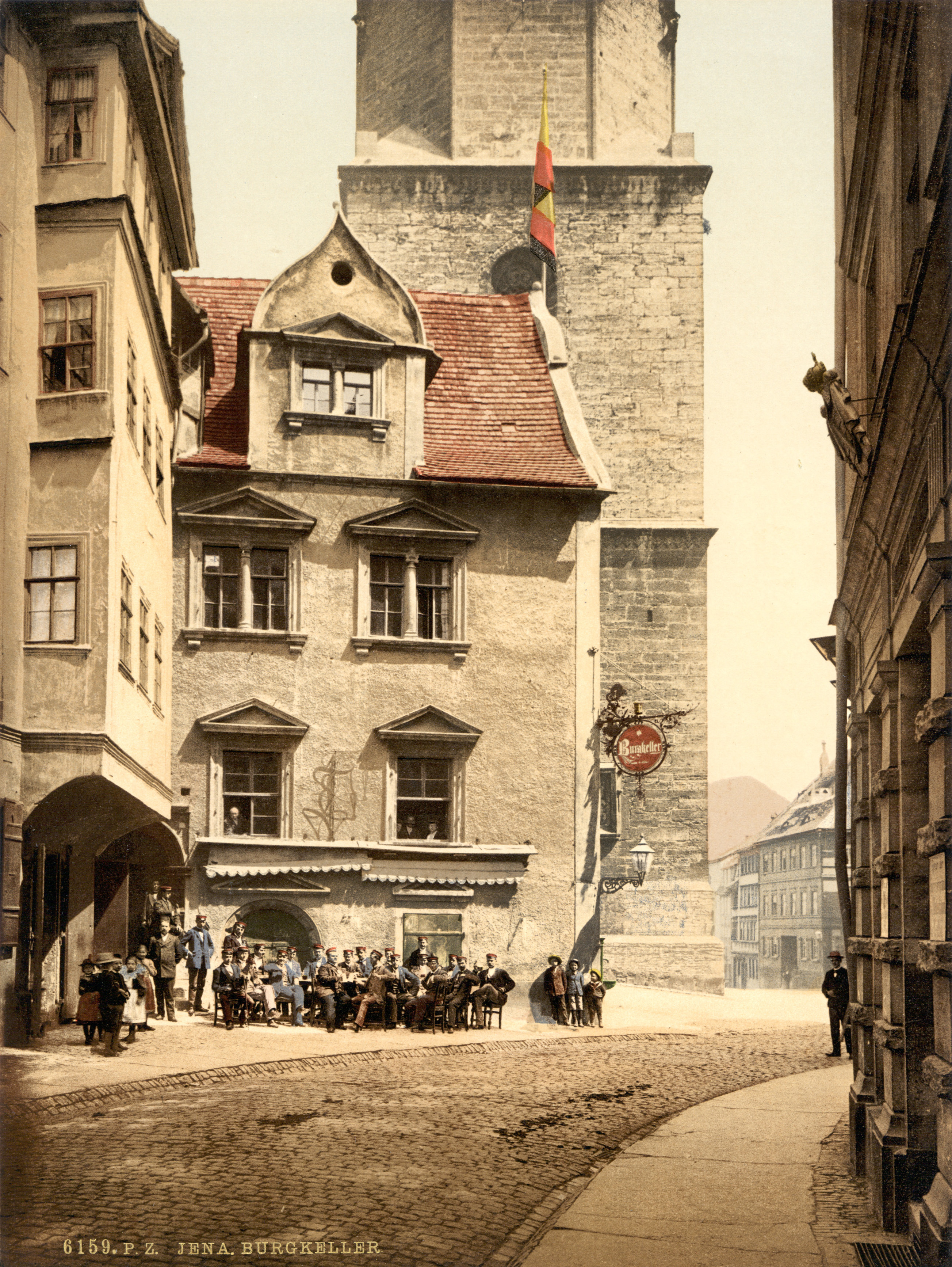
Historischer Burgkeller 1900, 1945 zerstört, abgetragen

Die hier geschilderten Verluste an kulturell bedeutsamer Bausubstanz stammen (fast alle) aus dem Standardwerk Schicksale deutscher Baudenkmale im Zweiten Weltkrieg (Hrsg. Götz Eckardt): In Band 2 das Kapitel „Jena“ von Rudolf Zießler. S. 512–520. Das Kapitel ist reich bebildert.
- Die Stadtkirche St. Michael: wurde am 9. Februar und am 19. März 1945 stark beschädigt. Das Mansarddach zerstört, desgleichen die vier westlichen Mittelschiffsjoche, die Westempore, die Verglasung und die Renaissance-Turmhaube. Das Kirchenschiff brannte aus, die wertvolle Orgel wurde vernichtet. Aus dem Turm schlugen die Flammen, nachdem die Kirchturmhaube auf das Langhaus gestürzt war.
- Die Kollegienkirche (Universitätskirche): das Dach wurde am 9. Februar 1945 durch Volltreffer zerstört, das Gewölbe stürzte ein, die Ausstattung wurde schwer beschädigt. Das Kirchenschiff wurde am 19. März total vernichtet, die Ruine 1956 abgetragen, der Turm beschädigt.
- Die Kollegiengebäude (Gründungsort der Universität) wurden beschädigt.
- Das Universitätshauptgebäude wurde teilzerstört.
- Die Universitätsbibliothek wurde am 9. Februar 1945 (bis auf die Kellerräume) vernichtet. 80.000 Bände waren nach außerhalb von Jena ausgelagert worden, besonders wertvolle Bestände blieben in Banktresoren unversehrt. Verloren gingen Lesesaalbestand, Kataloge und über 10.000 Bände.
- Die Universitätsinstitute (deren Inventar seit 1943 teilweise ausgelagert worden war) sanken bei den Angriffen zu 40 % in Trümmer.
- Das Stadtmuseum in der Weigelstraße wurde zerstört und verlor, einschließlich seiner Zweigstelle Siedelhof, 21.000 seiner 25.000 Objekte
- Das historische Jenaer Rathaus wurde am 9. Februar und 19. März 1945 erheblich beschädigt, besonders das Dachwerk.
- Der Institutsflügel des Abbeanums wurde stark beschädigt.
- Das auch als Griesbachsches Gartenhaus bekannte Prinzessinnenschlösschen wurde mittelschwer beschädigt.

Wohn- und Geschäftsbauten (auch Fachwerk, Renaissance, Barock):
- Am Kreuz: Steinhaus (ältestes Gebäude in Jena gewesen, befestigter Herrensitz): beschädigt und 1947 abgetragen. Weitere Bürgerhäuser Am Kreuz: Haus Merkur, Haus Kramer, Haus Dummel, Rats-Apotheke zerstört.
- Die Collegiengasse: Bürgerhäuser vernichtet, teilweise aus Renaissance-Zeit
- Der Eichplatz: schwere Schäden, so am Chemnitius-Haus (Nordflügel)
- Hinter der Kirche: Siedelhof (Weinbauernhaus, Zweigstelle des Stadtmuseums) bis auf erhaltenen Torbogen zerstört
- Die Jenergasse: westliche Straßenseite teilweise, östliche völlig vernichtet, auch die historischen Gasthäuser Kleine Zeise und Die Schrammel zerstört und beräumt
- Die Johannisstraße: großer Teil der Häuser vernichtet, so das Haus Roßmann (Weimarsches Haus, ehemalige Alte Regierung), ebenso die Superintendentur. Das Gasthaus Burgkeller (Renaissance, historisches Gebäude der deutschen Burschenschaft) wurde völlig zerstört.
- Die Leutrastraße/Leutragasse: am 19. März völlig zerstört, darunter das Haus Neuenhahn (Universitätsdruckerei) und das historische Romantikerhaus als ehemaliger Wohnort der Brüder August Wilhelm Schlegel und Friedrich Schlegel sowie deren Frauen Caroline Schlegel und Dorothea Veit.
- Der Löbdergraben: Griesbachsches Haus (imposantes Professorenhaus, hier hielt Schiller 1789 seine Antrittsvorlesung und hatte hier seine 3. Wohnung in Jena): Hauptgebäude zerstört, späterer Hörsaal-Anbau erhalten
- Die Löbderstraße: alle Gebäude vernichtet
- Der Markt: am 9. Februar und 19. März 1945 wurde die gesamte Westseite mit Ausnahme des Rathauses (Beschädigung) zerstört, ebenso Teile der Nordseite mit dem Germanenhaus. Das Kirstensche Haus an der Südostecke des Platzes, Unterm Markt 1 (hier begann die Dichterfreundschaft zwischen Goethe und Schiller), am 9. Februar zerstört, später beräumt. Portal geborgen. Die Hof-Apotheke am 9. Februar ausgebrannt, am 19. März weitere Schäden, beräumt
- Die Rathausgasse: alle Gebäude zerstört, so auch das Bachsteinsche Haus
- Die Saalstraße: zerstört, so auch das Haus Hoffmann

## Nachkriegsereignisse
Der Schaden, der durch die „Carl-Zeiss-Werk-Mission“ der US-Besatzungsmacht vor Übergabe der Stadt an die Rote Armee (Anfang Juli 1945) dem Standort Jena der Zeiss- und Schott-Werk zugefügt wurde, wird als noch wesentlich größer eingeschätzt, als der durch die Bombardierungen entstandene. 200 Wissenschaftler und Führungspersonal, viele LKW-Ladungen mit Dokumenten, Patenten, Erzeugnissen und Materialien wurden nach Westdeutschland transportiert. Es folgte 1946 die nahezu vollständige Demontage der Zeiss- und Schott-Werke durch die sowjetische Besatzungsmacht.

## Gedenkstätten und Gräber

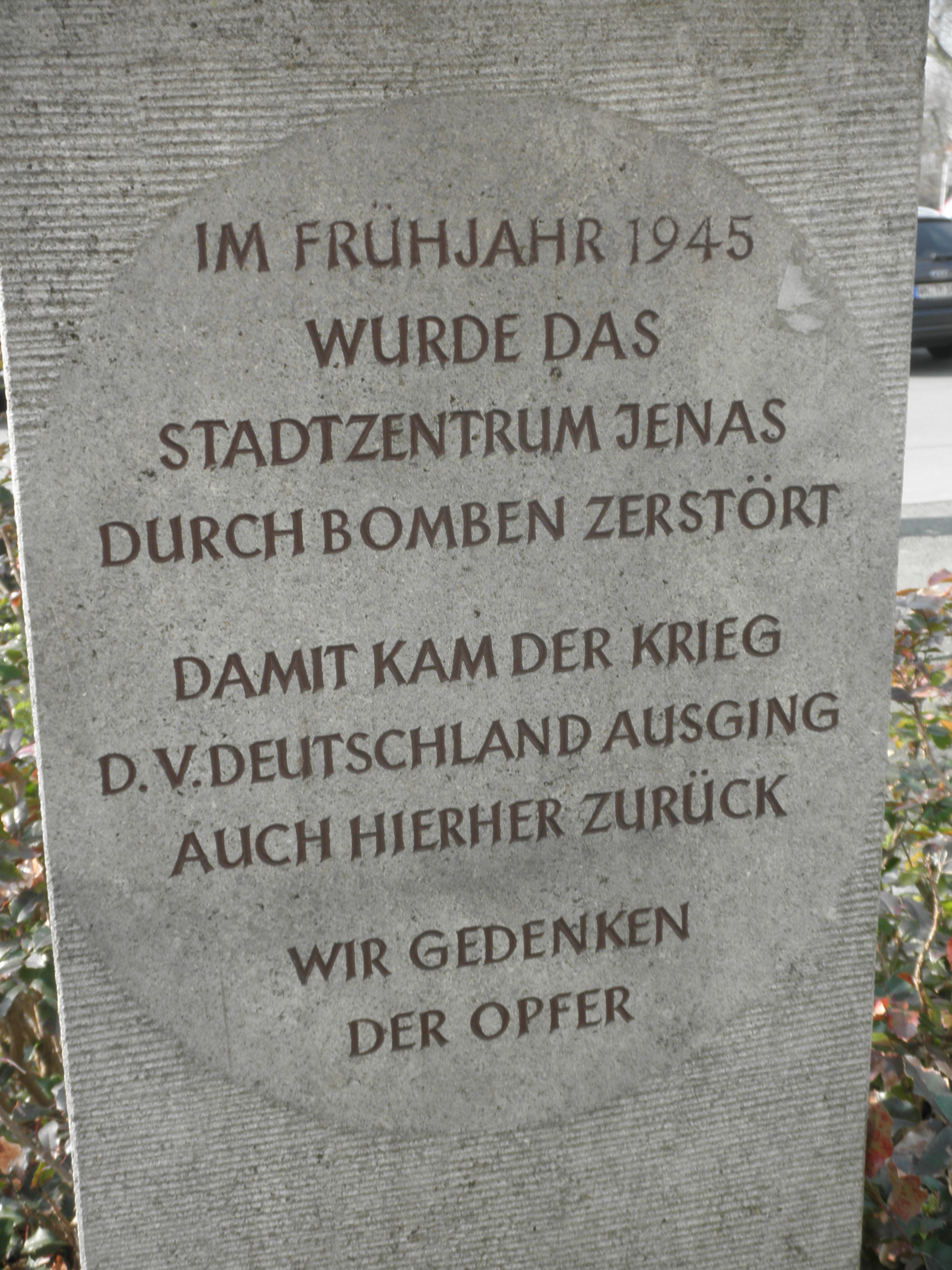
Stele in Rathaus-Nähe in Jena für Bombenopfer von 1945 (Foto 2015)

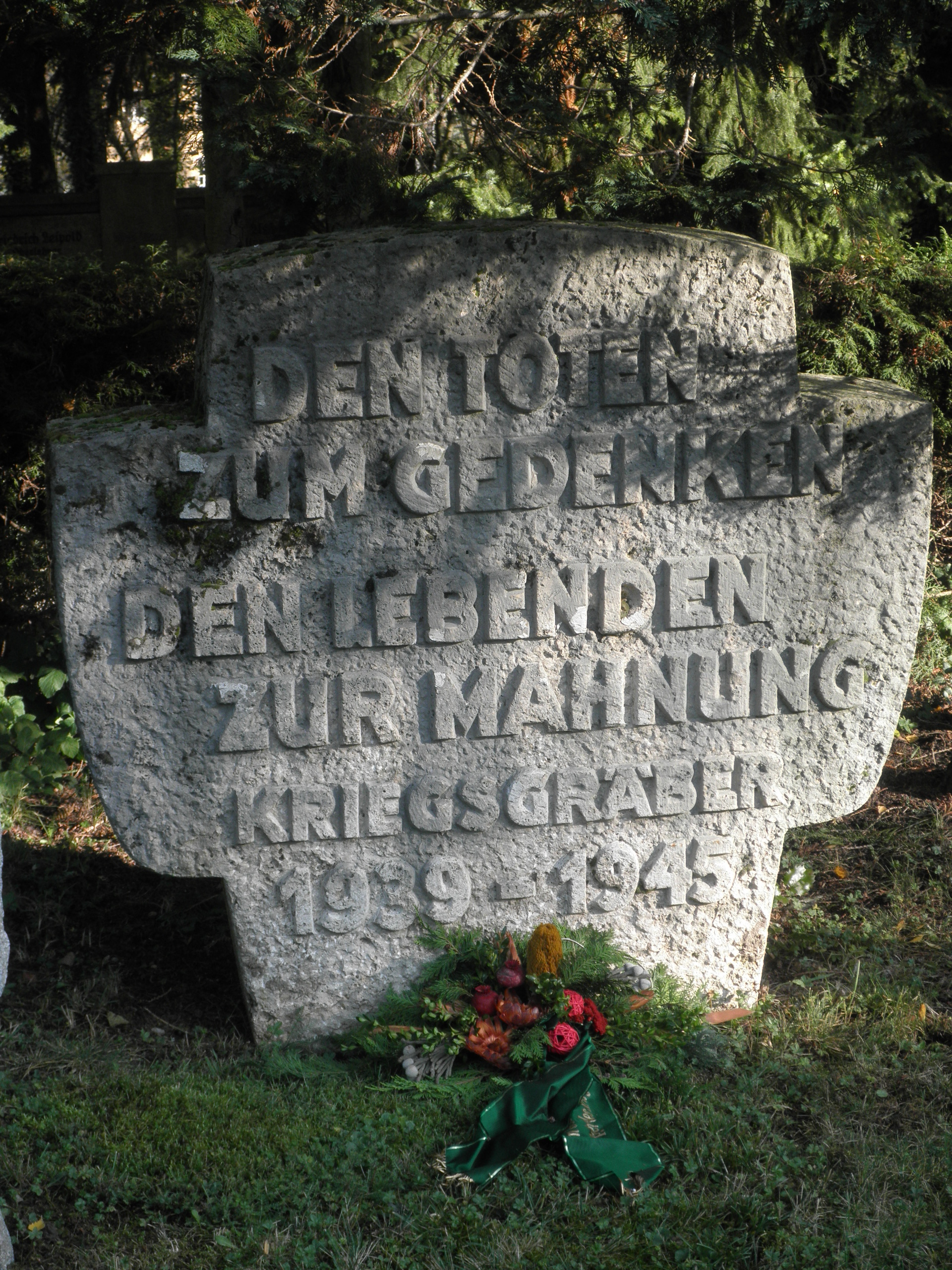
Deutsche Kriegsgräber (darunter Bombenopfer) auf Nordfriedhof

- Stele: Im März 2002 wurde in der Innenstadt in Rathaus-Nähe in Erinnerung an die Bombenopfer eine neue Stele eingeweiht, die der Steinmetzmeister Eckart Bock aus Grenzheimer Kalkstein geschaffen und gestiftet hat. Sie trägt – nach dem Willen des Kulturausschusses der Stadt – nicht mehr den (halbrichtigen) Hinweis auf dem früheren – wegen der Bebauung der Marktwestseite beseitigten – Gedenkstein aus DDR-Zeit, dass es sich um „angloamerikanische“ Bomben gehandelt hat.[13] Die 2015 zu lesende Inschrift lautet nun anonymisiert wörtlich (in Großbuchstaben): „Im Frühjahr 1945 wurde das Stadtzentrum Jenas durch Bomben zerstört / Damit kam der Krieg d.v.Deutschland ausging auch hierher zurück / Wir gedenken der Opfer“. Es handelte sich um amerikanische Bomben.
- Es gibt nach Auskunft der Friedhofsverwaltung Jena zwar auch Bombenopfer auf dem Nordfriedhof (Felder 16 und 7b), aber kein gesondertes Grabfeld mehr für sie. Ebenso fehlen Hinweise speziell auf Bombentote auf den Kriegsgräberstätten dieses Friedhofs. Das steht im Gegensatz zu fast allen anderen betroffenen thüringischen Städten, wie Nordhausen, Erfurt, Weimar, Gotha, Gera, Eisenach und Meiningen, Hildburghausen, Meuselwitz, Schleiz, Sondershausen, Arnstadt.
- Auf dem langgestreckten Grabfeld 7b (Steinkreuze und Gedenktafel „Hier ruhen Tote des II. Weltkrieges aus verschiedenen Nationen“) und dem Grabfeld 16 (Gedenkstein „Den Toten zum Gedenken. Den Lebenden zur Mahnung. Kriegsgräber 1939–1945“) erkennt man nur an den Todesdaten (17. März 1945, 19. März 1945 und 9. April 1945) auf der Tafel und den Kreuzen, dass es sich teilweise um Bombenopfer handelt.
- Ein repräsentativer Grabstein auf dem Nordfriedhof erinnert mit Namensnennungen an 15 hier in einem Gemeinschaftsgrab beigesetzte niederländische Arbeitskräfte, die bei dem Luftangriff am 17. März 1945 ums Leben kamen („Aan onze Landgenoten die op 17. Maart 1945 hun leven lieten. Zij rusten in Vrede“, übersetzt: „Für unsere Landsleute, die am 17. März 1945 ihr Leben ließen. Sie ruhen in Frieden.“). Das Zeiss-Werk erinnert mit einer Bodenplatte von 1983 in deutscher Sprache an deren Tod.
- An die (bei den Luftangriffen) getöteten italienischen Militärinternierten, die in den Jenaer Betrieben tätig waren, erinnert ein Gedenkstein der Repubblica Italiana in italienischer und deutscher Sprache: „A Perenne Memoria dei Caduti Italiani che qui Riposano“ / „Zum steten Gedenken an die hier ruhenden Gefallenen“.
- Ein bemerkenswertes Einzelgrabmal zeigt folgende Inschrift: „Prof. Dr. phil. Theodor Lockemann. Direktor der Universitätsbibliothek. Geboren 1885 in Sübeck, gefallen 9.2.1945 in Jena“. Lockemann starb zusammen mit 11 Mitarbeitern unter den Trümmern seiner bombardierten Bibliothek.
- Auf dem Friedhof in Winzerla sind 24 Opfer der Angriffe begraben.[14] Dort befinden sich drei Steine mit den Namen sowie den Daten. 16 Personen sind am 19. März 1945 verstorben, eine Person am 24. März 1945 und sieben Personen am 11. April 1945. Einen Gedenkstein mit Hinweis auf die Angriffe gibt es dort nicht.